# یاور (فیلم)
یاور فیلمی به کارگردانی عباس کسایی و نویسندگی مازیار بازیاران محصول سال ۱۳۵۳ است.

## خلاصه داستان
ياور (رضا بيك ايمانوردي)، راننده ي كاميون، مريم (آرزو غفاري) را كه در چاه سقوط كرده نجات مي دهد، و با برادر او، كريم (حسين گيل)، آشنا مي شود. ياور و شاگردش علي (مهدي فخيم زاده) كريم را به زادگاه شان شيراز مي برند. كريم در تصادفي باعث قتل عابري مي شود و ياور خود را به جاي كريم به پليس معرفي مي كند. در ايامي كه ياور در حبس است كريم از خواهر ياور، نصرت (آرام)، هتك حيثيت مي كند و در همان لحظه قلي پلنگ (احمد معيني) به خواهر خود او تجاوز مي كند. كريم به تهران مي گريزد و پس از اطلاع از آنچه بر سر مريم آمده د رصدد كشتن او برمي آيد؛ اما مادرش مانع مي شود. نصرت در تهران با خواننده اي (ناديا) آشنا مي شود و در خانه ي او پناه مي گيرد. مدتي بعد ياور آزاد مي شود و به دنبال كريم مي گردد. كريم از چنگ او و علي مي گريزد و در خرابه اي خارج از شهر با قلي پلنگ درگير مي شود. سرانجام هر دو زخمي مي شوند و كريم قبل از مرگ در آغوش ياور اظهار ندامت مي كند. علي از ياور اجازه مي خواهد تا با نصرت ازدواج كند.

## بازیگران
- رضا بیک‌ایمانوردی
- آرام
- حسین گیل
- طاهره غفاری
- احمد معینی
- نادیا
- جواد تقدسی
- پروین سلیمانی
- نریمان شیری‌فرد
- علی شعاعی
- جواد روشنایی
- عباس مختاری
- مهدی فخیم‌زاده